# Scilla cupani
Scilla cupani es una planta de la familia de las asparagáceas endémica de Sicilia. Su nombre es un homenaje a la memoria del botánico siciliano Francesco Cupani.
Está considerada un sinónimo de Scilla peruviana.

## Descripción
Es una planta bulbosa alta 20-30 cm, con hojas nastriformes lanceoladas, de una longitud de 1-2 cm, con los bordes ciliados.

Las flores presentan seis tépalos de un delicado color celeste y se encuentran reunidas en una inflorescencia racemosa. Florece entre abril y mayo.

## Distribución yhábitat
Es un endemismo de Sicilia occidental (distrito drepano-panormitano).
Crece en zonas boscosas y en pendientes áridas, a una altitud comprendida entre 400 y 800 m s. n. m.

## Taxonomía
Scilla cupani fue descrito por Giovanni Gussone  y publicado en Ind. Sem. Hort. Boccadifalco (1825) 10; Fl. Sic. Prod. i. 416.